# Llaurant
Llaurant, JW IV/1 (en txec Orání), és un coral per a cor de veus masculines sense acompanyament compost per Leoš Janáček i estrenat el 27 d'abril de 1873 a Brno per la Coral Svatopluk, dirigida pel mateix compositor. El dia de l'estrena va ser cantada en primer lloc en un grup de tres cançons, les altres dues eren Si no m'estimes, què m'importa?, V/1 i Amor vertader, IV/8.
Aquest cor és una de les primeres composicions de Janáček i el primer en esdevenir popular.